# نبق نقطي
نبق نقطي (الاسم العلمي:Rhamnus punctata) هو نوع غير مؤكد من النباتات يتبع جنس النبق من الفصيلة السدرية.